# Francesc Crespí de Valldaura i Brizuela
Francesc Crespí de Valldaura i Brizuela (Sant Mateu, 23 de novembre de 1601-Barcelona, 30 de maig de 1662) va ser un eclesiàstic valencià.

## Biografia
Nascut a Sant Mateu el 23 de novembre de 1601. Membre d'una família de la petita noblesa valenciana, era fill de Francesc Crespí de Valldaura, lloctinent de l'orde de Montesa, i de Joana de Brizuela. El seu germà de Cristòfor va ser una figura destacada en les institucions de la Corona d'Aragó.
Va prendre l'hàbit l'orde dels dominics el 21 d'octubre de 1616 i va instal·lar-se al convent de Sant Domènec de València. Va esdevenir-ne prior el 1645, després elegit provincial de la província d'Aragó, i com a tal assistent al Capítol General de l'orde celebrat a Roma el 1650. El 1654 va ser nomenat bisbe de Vic, ciutat on havia mantingut els soldats de la guarnició durant la Guerra dels Segadors.
Va morir el 30 de maig de 1662 a Barcelona, on havia anat a esperar al seu germà Lluís, que tornava d'una ambaixada a Roma.

## Obres
Va escriure dues obres:
- Ordinaciones para el convento de religiosas de Hábeas Christi de la villa de Villarreal de la provincia de Aragón en el reyno de Valencia de la Orden de N. P. S. Domingo (1652)[1]
- Epistolae de mysterio Immaculatae Conceptionis virginis MARIAE ad Alexandrum VII P. M. Q. ad Philippum IV regem catholicum (1661)[3]